# Liste der Wüstungen im Raum Schmallenberg
In dieser Liste der Wüstungen im Raum Schmallenberg im Hochsauerlandkreis (Nordrhein-Westfalen) sind die Wüstungen in der Nähe der heutigen Kernstadt Schmallenberg verzeichnet, die urkundlich überliefert sind. Genaue Angaben über ihre Lage können wegen der mangelnden Quellenlage nicht immer gemacht werden. Den Wüstungen ist der ländlich-bäuerliche Charakter gemeinsam. Gewerbliche Siedlungen, die im Spätmittelalter wüst fielen, sind in diesem Raum bisher nicht bekannt. Die Orte fielen im späten Mittelalter dem großen Wüstungsprozess zum Opfer. Es hat sich dabei wohl um einen schleichenden, langsamen Vorgang gehandelt. Der Untergang dieser stadtnahen Siedlungen ist vermutlich mit der Entwicklung des städtischen Mittelpunktes von Schmallenberg verbunden. Ein weiterer Grund waren Pestepidemien und das Bedürfnis der Bewohner, in der Stadt Schutz zu suchen.
| Name         | Erwähnung | Bemerkung                                               |
| ------------ | --------- | ------------------------------------------------------- |
| Lenninghof   | 1072      | Der Ort bestand aus einem Curtis und zwei kleinen Höfen |
| Durenbeliken | 1297      | Der Ort war im Besitz des Edelherrn Johann von Bilstein |
| Dorenbeck    | 1375      | war ein bezeugtes Lehngut der Edelherren von Grafschaft |
| Herntrop     | 1072      | Der Ort umfasste zwei Hofstellen                        |
| Westwich     | 1452      | Der Ort umfasste ein großes Gebiet                      |
| Gleidorf     | 1072      |                                                         |
| Gellentrop   | 1335      |                                                         |
| Haffenrode   | 1303      |                                                         |
| Wiesentrop   |           |                                                         |
| Latrop       | 1257      | Der Ort wurde wieder besiedelt                          |
| Gruven       | 1297      |                                                         |